# Massif forestier du Regnaval
Massif forestier du Regnaval este o arie protejată (sit de importanță comunitară — SCI) din Franța întinsă pe o suprafață de 133 ha, integral pe uscat.

## Localizare
Centrul sitului Massif forestier du Regnaval este situat la coordonatele 49°55′06″N 3°51′12″E / 49.91833°N 3.85333°E.

## Înființare
Situl Massif forestier du Regnaval a fost declarat arie specială de conservare în baza directivei 92/43 din 1992 referitoare la conservarea habitatelor naturale și a faunei și florei sălbatice pentru a proteja un număr necunoscut de specii din flora spontană și fauna sălbatică aflate în arealul zonei.

## Biodiversitate
Situată în ecoregiunea atlantică, aria protejată conține 3 habitate naturale: Păduri de stejar sau de stejar și carpen sub-atlantice și medio-europene de Carpinion betuli, Păduri aluvionare cu Alnus glutinosa și Fraxinus excelsior (Alno-Padion, Alnion incanae, Salicion albae), Păduri de fag Asperulo-Fagetum.
La baza desemnării sitului se află un număr nedeclarat de specii protejate.
Pe lângă speciile protejate, pe teritoriul sitului au mai fost identificate 3 specii de plante, 1 specie de păsări.